# Almdudler

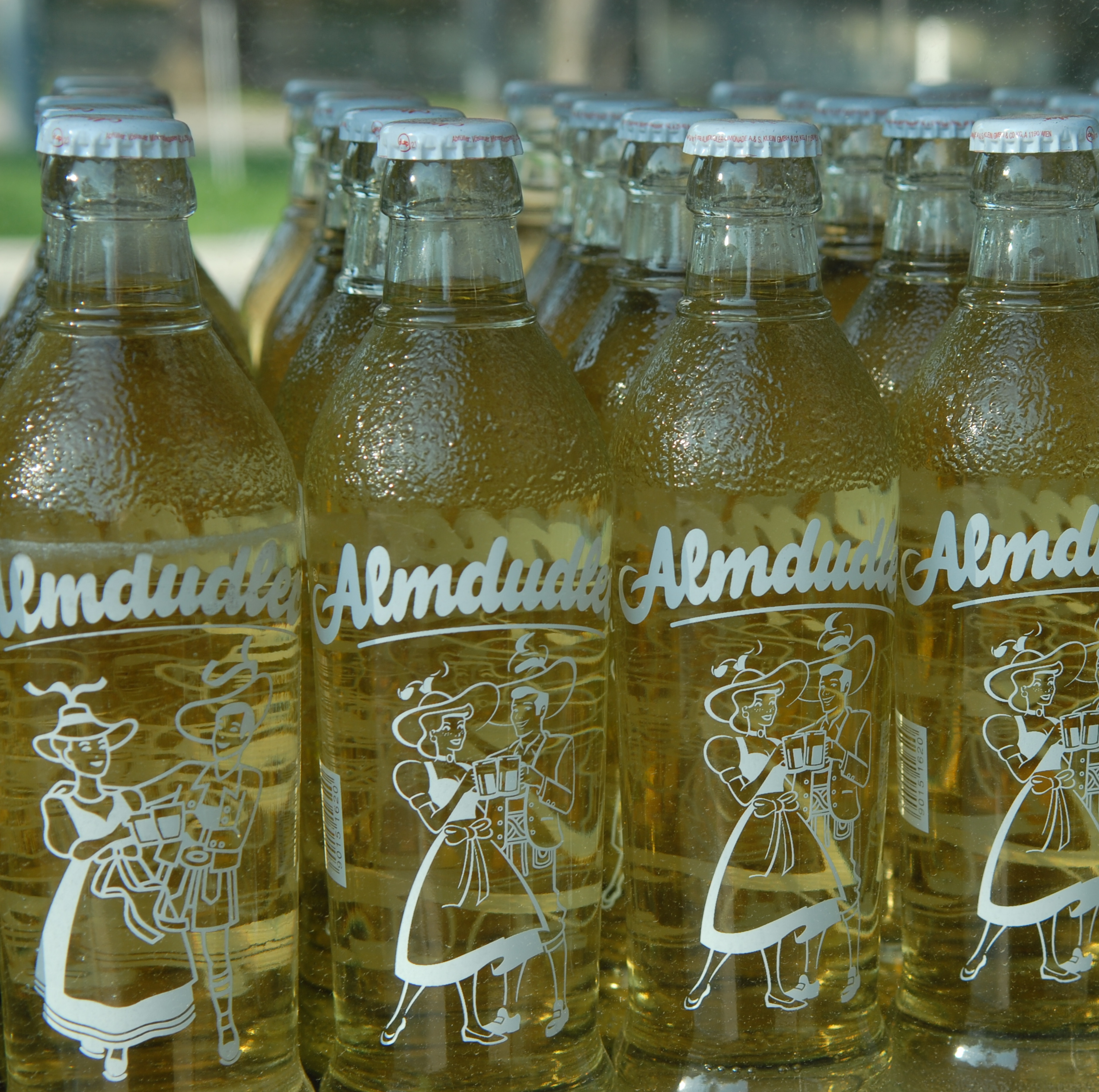
Botellas y vaso de Almdudler

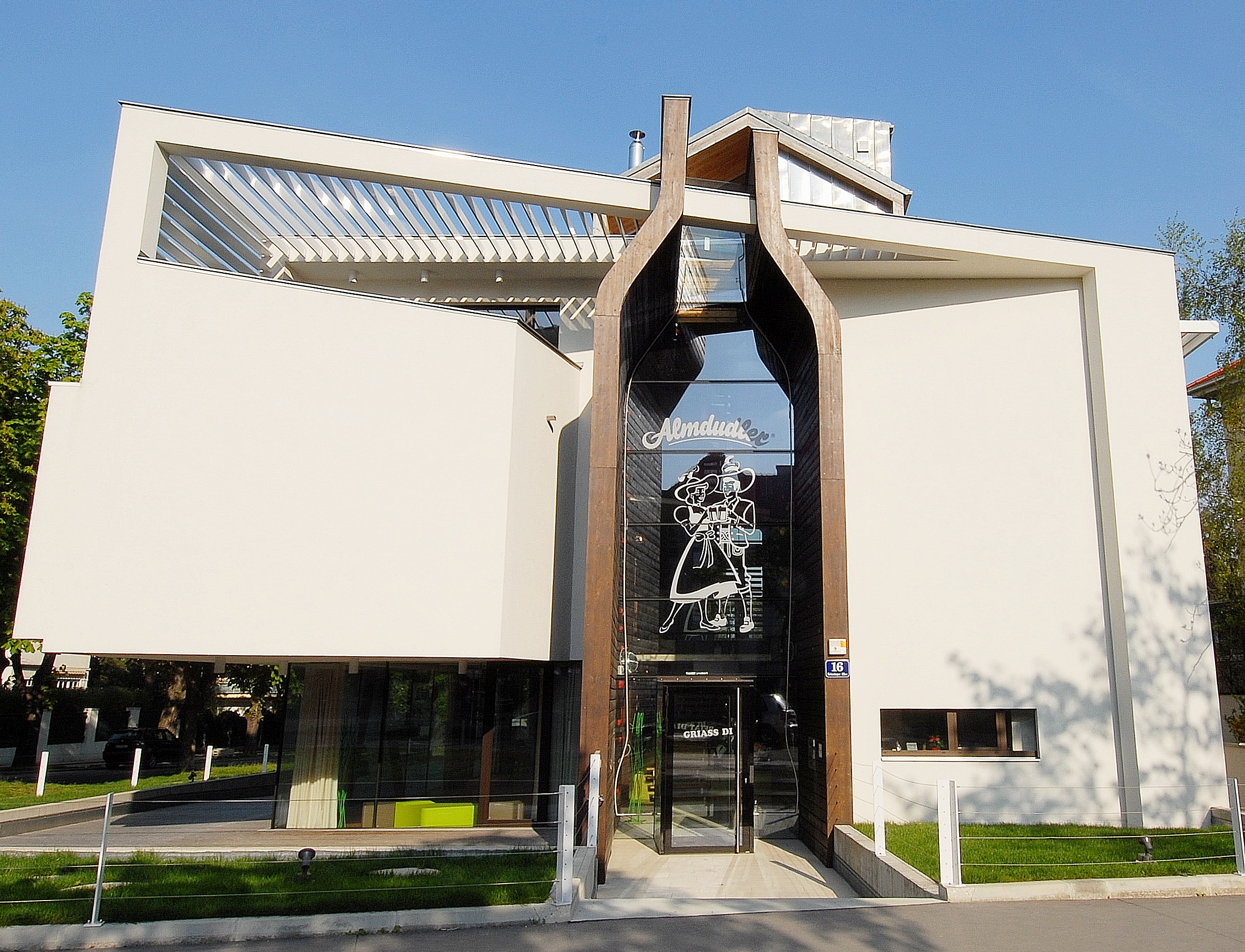
La casa de la Almdudler („Almdudlerhaus“), Viena

Almdudler es un refresco sin alcohol originario de Austria. Se trata de una limonada de hierbas edulcorada. Su aspecto y sabor son semejantes a los del ginger ale. En su país es el segundo refresco más popular por detrás de la Coca Cola, con una producción de 80 millones de litros anuales. La fabrica desde 1957 una empresa llamada "Erwin Klein", nombre de su fundador. La palabra "Almdudler" proviene de la antiguamente popular expresión coloquial auf der Alm dudeln, que se puede traducir aproximadamente como "cantar yodel en la pradera alpina". Desde 1994 se comercializa también en algunos países vecinos (Alemania, Suiza, Bélgica, Polonia, República Checa, Eslovaquia, Hungría, Países Bajos y fuera de Europa también Australia y los Estados Unidos).
El eslogan publicitario del Almdudler, en dialecto austro-bávaro, se ha convertido en una frase conocida en el país: Wenn de kan Oimdudla haum, geh' i wieda ham! (en alemán estándar: Wenn die keinen Almdudler haben, gehe ich wieder heim!), que quiere decir "Si no tienen Almdudler, ¡me vuelvo a casa!".
El envase es reconocible porque en su etiqueta aparece una pareja ataviada con trajes típicos regionales con un paisaje alpino de fondo.